# Гожкув-Весь
Гожкув-Весь (пол. Gorzków-Wieś) — село в Польщі, у гміні Гожкув Красноставського повіту Люблінського воєводства.
Населення — 304 особи (2011).
У 1975-1998 роках село належало до Замойського воєводства.

## Демографія
Демографічна структура станом на 31 березня 2011 року:
|          | Загалом | Допрацездатний вік | Працездатний вік | Постпрацездатний вік |
| -------- | ------- | ------------------ | ---------------- | -------------------- |
| Чоловіки | 140     | 21                 | 95               | 24                   |
| Жінки    | 164     | 20                 | 88               | 56                   |
| Разом    | 304     | 41                 | 183              | 80                   |